# Good Hope, Illinois
Good Hope är en ort i McDonough County, Illinois, USA.